# Municipio de Camocuautla
El municipio de Camocuautla es uno de los 217 municipios que constituyen el estado mexicano de Puebla; su nombre se interpreta como Monte de Camotes. Se ubica dentro de la región Sierra Norte y su cabecera es la localidad de Camocuautla.

## Geografía
Camocuautla se localiza al norte del estado entre las coordenadas geográficas 19º 59' 18" y 20º 03' 48" de latitud norte, y 97° 43' 54" y 97° 48' de longitud oeste; a una altitud promedio de 1100 m s. n. m.
El municipio colinda al norte con el municipio de Hermenegildo Galeana; al este con Amixtlán y Tepango de Rodríguez; al sur con Zongozotla; y al oeste con Coatepec, Hueytlalpan y Zapotitlán de Méndez.
Camocuautla abarca 16.16 km², equivalentes al 0.05% de la superficie del estado.

### Orografía e hidrografía
Morfológicamente pertenece a dos zonas, hacia el norte se encuentra el declive del Golfo y al sur la Sierra de Puebla. Sus elevaciones principales son las cumbres que forma la Sierra de Puebla, como son el cerro Taxco y Nepocualco. Sus suelos se formaron en la era Mesozoica, su uso principalmente es ganadero, forestal y agrícola. El municipio pertenece a la región hidrológica Lerma-Santiago. Sus recursos hidrológicos son proporcionados por los ríos: Tecolutla, Nepocualco, Tapayula, Ajajalpa, Cozapa y Tlalanco.

### Clima
El municipio posee 2 tipos de clima, semicálido y subhúmedo con lluvias todo el año, sin cambio térmico invernal bien definido. La temperatura media anual es de 18°C, con máxima de 26 °C y mínima de 3 °C. El régimen de lluvias se registra entre los meses de junio y agosto, contando con una precipitación media de 400 milímetros.

## Demografía
De acuerdo al censo realizado por el INEGI en 2015, Camocuautla cuenta con 2624 habitantes, teniendo una densidad de población de 162 habitantes por kilómetro cuadrado. Del total de pobladores de Camocuautla, 98% domina alguna lengua indígena, siendo el más hablado el idioma totonaco.

## Cultura

### Sitios de interés
| - Templo de la Virgen de la Purísima Concepción. |

### Fiestas
Fiestas civiles
- Aniversario de la Independencia de México: 16 de septiembre.
- Aniversario de la Revolución mexicana: El 20 de noviembre.

Fiestas religiosas
- Semana Santa: jueves y viernes Santos.
- Día de la Santa Cruz: 3 de mayo.
- 29 de junio Fiesta en Honor al Santo Patrón San Pedro
- Fiesta en honor de la Virgen de Guadalupe: 12 de diciembre.
- Día de Muertos: 2 de noviembre.
- Fiesta patronal a la Purísima Concepción: 8 de diciembre

## Gobierno
Su forma de gobierno es democrática y depende del gobierno estatal y federal; se realizan elecciones cada 3 años, en donde se elige al presidente municipal y su gabinete. El actual presidente es Moisés Velázquez Gómez, electo para el periodo 2014-2018.
El municipio cuenta con 7 localidades, las cuales dependen directamente del municipio, siendo las más importantes: Camocuautla (cabecera municipal), San Bernardino, Tapayula, La Cruz, Katlucu y La Pila.